# Verzorging
Met verzorging bedoelt men de dagelijkse verzorging van elk persoon.
Dit kan op drie manieren, namelijk:
- door zelfzorg
- mantelzorg (vrienden of familie die voor de persoon zorgen als deze het niet meer zelf kan)
- beroepszorg

Een professionele verzorgende (niet te verwarren met een verpleegkundige) werkt voornamelijk in bejaardentehuizen, kindercrèches en thuiszorgdiensten, maar ook in gehandicaptentehuizen of psychiatrische instellingen. De zorgverlener heeft vooral de taak zich bezig te houden met de dagelijkse verzorging en algemene dagelijkse levensverrichtingen van de zorgvrager(s) en niet met het verzorgen van wonden en geven van injecties en/of medicatie, hetgeen de taken zijn van een verpleegkundige en/of huisarts. En in de thuiszorg komen er ook meer huishoudelijke taken bij kijken. Bij bevallingen kent men de kraamhulp. 

## Schoolvak
Verzorging is sinds de invoering van de basisvorming op alle middelbare scholen in Nederland ook een verplicht schoolvak, waarin bredere onderwerpen aan de orde komen, zoals persoonlijke verzorging.